# Requiem (Jenkins)
Pour les articles homonymes, voir Requiem.
Requiem est une œuvre classique composée par Karl Jenkins, créée et enregistrée en 2005. La création a eu lieu à la Cathédrale de Southwark, le 2 juin 2005, par l'orchestre philharmonique du Kazakhstan-Occidental (en) et Adiemus percussion and brass, dirigés par le compositeur. Les solistes étaient Nicole Tibbels (soprano), Clive Bell (shakuhachi), Sam Landman (treble (en)) et Catrin Finch (harpe)
Dans cette œuvre, Jenkins interpose des mouvements utilisant des poèmes d'adieu japonais sous la forme d'haïkus avec les mouvements traditionnels d'une messe de Requiem. Parfois, le texte latin est chanté derrière le texte du haïku. Des instruments orientaux sont inclus dans l'orchestration, comme le shakuhachi, la darabuca, le Taiko et des tambours sur cadre.

## Album
Albums de Karl Jenkins
Adiemus
(2003) Stabat Mater
(2008)
Requiem est inclus sur l'album de 2005 de Jenkins éponyme : Requiem. Avec son œuvre In These Stones Horizons Sing (en), il a été composé pour la cérémonie d'ouverture du Wales Millennium Centre (en) de Cardiff et comprenait également des œuvres du compositeur Irlandais Nathan Doherty. Ont joué dans cet album : l'orchestre philharmonique du Kazakhstan-Occidental, Clive Bell (shakuhachi), Marat Bisengaliev (violon solo), Catrin Finch (harpe), et Nigel Hitchcock (saxophone soprano)[réf. nécessaire].

### Liste des pistes
Requiem
1. "Introit" – 6:49
2. "Dies Irae" – 4:41
3. "The Snow of Yesterday" – 3:15
4. "Rex Tremendae" – 3:10
5. "Confutatis" – 2:56
6. "From Deep in My Heart" – 2:38
7. "Lacrimosa" – 4:51
8. "Now as a Spirit" – 4:00
9. "Pie Jesu" – 4:36
10. "Having Seen the Moon" – 4:19
11. "Lux Aeterna" – 3:27
12. "Farewell" – 4:05
13. "In Paradisum" – 5:37  In These Stones Horizons Sing
14. "Agorawd Part I: Cân yr Alltud" – 2:34
15. "Agorawd Part II: Nawr!" – 2:41
16. "Grey" – 4:50
17. "Eleni Ganed" – 2:01
18. "In These Stones Horizons Sing" – 4:32